# アシュリー (レストラン)
アシュリー（Ashley、朝鮮語: 애슐리）は、大韓民国のイーランドグループのイーランドパーク外食事業部が運営するビュッフェ/ファミリーレストラン・チェーン。アシュリーは季節ごとに新しいコンセプトの新しいメニューを提供するとともに、高級化した店舗であるアシュリーWやアシュリーW+、テイクアウト専門店であるアシュリー・トゥ・ゴー（애슐리 투고）など、多様なサブブランドを運営している。
アシュリーは2003年3月25日に、2001アウレット（2001・OUTLET）盆唐店をオープンした。2014年現在、大韓民国内で運営される店舗は140店余りで、CJフードビルが運営するVIPSに比べ、店舗数は50店余り多い。2000年代半ば以降、大韓民国のファミリーレストラン市場が縮小する中、アシュリーは平日ランチで1万ウォン台という安い価格と、ホームプラスの大型マートにおもに入店して他ブランドとの入店競争を避ける戦略等を通して、成長を続けていると評価されている。
一方、2014年6月に韓国消費者院が実施した、ファミリーレストランのサービス満足度に対して成人1000人を対象にした調査の結果では、アシュリーは比較対象となったアウトバック・ステーキハウス、ブラックスミス（블랙스미스）、TGIフライデーズ、VIPSに遅れをとって最下位となった。